# Władimir Łosski

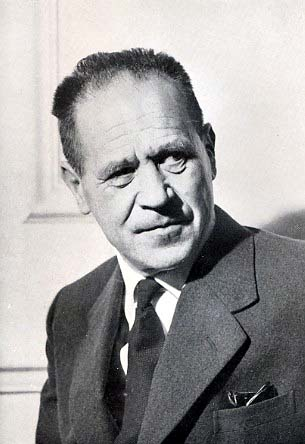
Wizerunek Władimira Łosskiego

Władimir Nikołajewicz Łosski (ros. Влади́мир Никола́евич Ло́сский; ur. 25 maja 1903 w Getyndze, zm. 7 lutego 1958 w Paryżu) – rosyjski filozof i teolog prawosławny, syn filozofa Nikołaja Łosskiego działający na emigracji.

## Życiorys
Władimir Łosski urodził się 26 maja 1903 w Niemczech, gdzie jego rodzice czasowo przebywali. Był trzecim z siedmiorga dzieci. Jego ojciec, Nikołaj Łosski był pracownikiem Uniwersytetu w Petersburgu, gdzie wykładał filozofię. Władimir Łosski rozpoczął studia na petersburskiej uczelni, ale musiał je przerwać w 1922 r. po tym jak jego ojca usunięto z uniwersytetu. Naukę kontynuował w Pradze, a następnie na paryskiej Sorbonie, dokąd ostatecznie wyemigrowała cała jego rodzina. Specjalizował się w badaniach nad patrologią grecką oraz średniowieczną filozofią wschodnią. 
Łosski był współzałożycielem prawosławnego francuskojęzycznego Instytutu pw. św. Dionizego Areopagity w Paryżu w 1945 r. Był też pierwszym dziekanem placówki oświatowej oraz kierownikiem katedry Teologii Dogmatycznej. Zmarł nagle 7 lutego 1958. 
Najbardziej znanym dziełem Łosskiego była Teologia dogmatyczna (wyd. pol. Białystok 2000), będącą pierwszą syntezą z tego zakresu. Do innych dzieł Władimira Łosskiego należą m.in.: Wstęp do teologii prawosławnej, Wizja Boga, Znaczenie ikon, Teologia negatywna Mistrza Eckharta.

## Wybrane publikacje
- Essai sur la theologie mystiqce de L'Eglise d'Orient, Audier, Paris, 1944 
Przekład tej pracy na język angielski:
The Mystical Theology of the Eastern Church SVS Press, 1997. (ISBN 0-913836-31-1) James Clarke & Co Ltd, 1991. (ISBN 0-227-67919-9)
- Orthodox Theology: An Introduction SVS Press, 2001. (ISBN 0-913836-43-5)
- In the Image and Likeness of God SVS Press, 1997. (ISBN 0-913836-13-3)
- The Vision of God SVS Press, 1997. (ISBN 0-913836-19-2)
- The Meaning of Icons, with Leonid Ouspensky SVS Press, 1999. (ISBN 0-913836-99-0)
- Sept jours sur les routes de France: Juin 1940 Cerf, 1998. (ISBN 2-204-06041-0)
- Theologie Negative et Connaissance de Dieu Chez Maitre Eckhart 1960. Vrin, 2002. (ISBN 2-7116-0507-8)

## Przekłady w języku polskim
- Teologia Mistyczna Kościoła Wschodniego, przeł. Maria Sczaniecka, Warszawa: "Pax" 1989, ISBN 83-211-1028-2 (wyd. 2 - przeł. Izabela Brzeska, Kraków: Wydawnictwo Uniwersytetu Jagiellońskiego 2007).
- Teologia dogmatyczna, przeł. Henryk Paprocki, Białystok: Bractwo Młodzieży Prawosławnej w Polsce 2000.